# Priocnemis crawi
Priocnemis crawi är en stekelart som beskrevs av Harris 1987. Priocnemis crawi ingår i släktet sågbenvägsteklar, och familjen vägsteklar. Inga underarter finns listade i Catalogue of Life.